# زبان‌های پاپوآ گینه نو
زبان‌های پاپوآ گینه نو (به انگلیسی: Languages of Papua New Guinea) امروزه به بیش از ۸۵۰ زبان در پاپوآ گینه نو تکلّم می‌شود. این زبان‌ها گویشورانی از قبایل محلی پاپوآ گینه نو و اندونزی دارند. سر مایکل سوماری (نخست‌وزیر این کشور) در سال ۲۰۰۶ اعلام کرد که «پاپوآ گینه نو  ۸۳۲ زبان (و نه گویش) دارد.» و در نتیجه متنوع‌ترین کشور دنیا از نظر تنوّع زبانی است. زبان توک پیسین، انگلیسی، زبان هیری موتو و زبان اشاره پاپوآ گینه نو زبان‌های رسمی آن کشور هستند. توک پیسین که یک کریول مبتنی بر انگلیسی است، رایج‌ترین زبان در این کشور است و به عنوان زبان میانجی کاربرد دارد. همچنین زبان اشاره پاپوآ گینه نو نیز در ماه مه سال ۲۰۱۵ به عنوان چهارمین زبان رسمی این کشور معرفی شد و افراد ناشنوا از آن استفاده می‌کنند.